# 2025年巴基斯坦火車劫持事件
2025年巴基斯坦火車劫持事件是2025年3月发生在巴基斯坦俾路支省的一起人质劫持事件，事件共造成71 人死亡，其中包括 33 名袭击者、30 名平民、8名巴基斯坦武装安保人员，袭击者为巴基斯坦分离组织俾路支解放军。

## 经过
2025年3月11日一辆从俾路支省首府奎达开往开伯尔-普什图省首府白沙瓦，在俾路支省锡比市附近遇袭。遇袭列车有9节车厢，经过一条隧道时，袭击者炸断铁轨，随后控制火车并挟持人质。俾路支解放军宣布对袭击事件负责，并要求巴基斯坦军方，在48小时内释放被巴基斯坦官方囚禁的俾路支政治犯，否则将开始处决人质。巴基斯坦内务部副部长塔拉勒·乔杜里12日告诉媒体，恐怖分子身穿自杀式炸弹背心坐在人质当中，给军方解救行动造成困难。
12日，在经过30小时的包围后，巴基斯坦安全部门宣布，消灭了全部33名恐怖分子并解救出346名乘客。  13日，巴基斯坦称在营救行动中有4名安全部队人员死亡，21名人质被袭击者杀害。另有消息称至少27名乘客遇害，遇害乘客为休班的巴基斯坦士兵，同时火车司机和一名员警遇害。

## 後續
劫持事件發生後，巴基斯坦鐵路公司加強了全國所有火車站的安全巡邏，對乘客進入火車進行嚴格檢查，並對運輸車輛進行更嚴格的檢查。公司又認識到鐵路警察部隊人手不足的問題，並計劃僱用更多人員。鐵路部長哈尼夫·阿巴斯承諾向每個在襲擊中喪生的人的家庭提供520萬巴基斯坦盧比的賠償，並承諾可安排其子女在政府工作。
列車在襲擊中遭到嚴重損壞，爆炸導致火車的引擎和五節車廂受損。巴基斯坦鐵路公司副總工程師拉希德·伊姆蒂亞茲3月15日表示，恢復軌道大約需要約12小時。巴基斯坦鐵路工程師在事件後著手修復火車軌道，同時客車和機車已被送往拉合爾維修。一名鐵路高級官員透露，九節車廂中，有三節因爆炸而脫軌，其餘車廂則滿布子彈孔。另有報導稱，600公尺的鐵軌因爆炸和火車脫軌而受損。